# 西天満
西天満（にしてんま）は、大阪府大阪市北区の町名。現行行政地名は西天満一丁目から西天満六丁目。

## 地理
東端は天満堀川跡の阪神高速12号守口線、南端は堂島川、西端は御堂筋、北端は曽根崎通および寺町通り。北東角に堀川戎神社があり、南端の堂島川には上流から難波橋・鉾流橋・水晶橋・大江橋が架かっている。
堂島川沿いの南部に大阪高等裁判所などの官公庁やオフィスビルが立地する一方、西は北新地、北は兎我野町など北野の歓楽街に隣接している。

## 歴史
現在の1丁目・3丁目・5丁目のそれぞれ全域および2丁目・4丁目のそれぞれ大半が西天満と総称された天満の天満堀川以西、2丁目南西端が堂島の一部、2丁目北西端が曾根崎新地の一部に当たり、江戸時代以来の市街地となる。その他は1897年（明治30年）に大阪市へ編入された地域で、4丁目北西部が西成郡曾根崎村の一部、4丁目北東部および6丁目の全域が同郡北野村・川崎村のそれぞれ一部に当たる。
江戸時代には堂島川沿いに対馬府中藩・尼崎藩・佐伯藩・弘前藩・佐賀藩・小城藩の蔵屋敷が建ち並んでいた。なかでも広大な佐賀藩の蔵屋敷跡地が現在の大阪高等裁判所にあたる。
現在の2丁目7番には堂島を隔てる曽根崎川が流れ、上流から難波小橋・蜆橋が架かっていたが、1909年（明治42年）に埋め立てられた。

### 沿革
- 1871年（明治4年） 堂島新地1丁目を堂島浜1丁目に改称
- 1872年（明治5年）
  - 天満では、樋上町を樋上町一番町 - 三番町に、天満11丁目・天満11丁目下半を若松町一番町 - 三番町・絹笠町一番町 - 三番町に、堀川町の天満堀川以西・伊勢町の寺町通り以北を西堀川町に、西樽屋町・小島町・老松町を老松町1 - 3丁目に、北富田町・南富田町を富田町に、北木幡町・南木幡町を木幡町にそれぞれ改編し、天満船大工町を真砂町に改称
  - 堂島では、堂島浜1丁目を堂島浜通1丁目に改称
- 1873年（明治6年） 樋上町一番町 - 三番町・若松町一番町 - 三番町・絹笠町一番町 - 三番町をそれぞれ樋上町・若松町・絹笠町に改称
- 1897年（明治30年） 西成郡曾根崎村・北野村のそれぞれ全域および川崎村の一部を大阪市へ編入
- 1900年（明治33年） 旧曾根崎村域に曾根崎永楽町・曾根崎上1 - 2丁目、旧北野村域に西梅ケ枝町、旧川崎村域に東梅ケ枝町が起立
- 1924年（大正13年） 西梅ケ枝町・東梅ケ枝町を梅ケ枝町に改編
- 1944年（昭和19年） 堂島浜通1丁目・堂島船大工町のそれぞれ御堂筋以東を絹笠町へ編入、曾根崎新地1丁目の御堂筋以東を真砂町へ編入、曾根崎永楽町の御堂筋以東および曾根崎上1 - 2丁目の曽根崎通以南に神明町を起立
- 1978年（昭和53年） 樋上町・若松町・絹笠町・真砂町・神明町・老松町1 - 3丁目・源蔵町・西堀川町の寺町通り以南・伊勢町・富田町・木幡町・梅ケ枝町を改編して、西天満1 - 6丁目の現行行政地名を実施

## 世帯数と人口
2019年（平成31年）3月31日現在の世帯数と人口は以下の通りである。
| 丁目         | 世帯数    | 人口    |
| ------------ | --------- | ------- |
| 西天満一丁目 | 372世帯   | 674人   |
| 西天満二丁目 | 30世帯    | 60人    |
| 西天満三丁目 | 1,353世帯 | 1,988人 |
| 西天満四丁目 | 669世帯   | 792人   |
| 西天満五丁目 | 882世帯   | 1,190人 |
| 西天満六丁目 | 360世帯   | 472人   |
| 計           | 3,666世帯 | 5,176人 |

### 人口の変遷
国勢調査による人口の推移。
| 1995年（平成7年）  | 1,690人 | [ 5 ] |  |
| 2000年（平成12年） | 2,114人 | [ 6 ] |  |
| 2005年（平成17年） | 2,763人 | [ 7 ] |  |
| 2010年（平成22年） | 4,729人 | [ 8 ] |  |
| 2015年（平成27年） | 4,866人 | [ 9 ] |  |

### 世帯数の変遷
国勢調査による世帯数の推移。
| 1995年（平成7年）  | 818世帯   | [ 5 ] |  |
| 2000年（平成12年） | 1,264世帯 | [ 6 ] |  |
| 2005年（平成17年） | 1,877世帯 | [ 7 ] |  |
| 2010年（平成22年） | 3,405世帯 | [ 8 ] |  |
| 2015年（平成27年） | 3,439世帯 | [ 9 ] |  |

## 学区
市立小・中学校に通う場合、学区は以下の通りとなる。北区内の全ての市立中学校と、大阪市内の小中一貫校が対象で学校選択が可能（抽選を実施）。
| 丁目         | 番   | 小学校               | 中学校             |
| ------------ | ---- | -------------------- | ------------------ |
| 西天満一丁目 | 全域 | 大阪市立西天満小学校 | 大阪市立天満中学校 |
| 西天満二丁目 | 全域 | 大阪市立西天満小学校 | 大阪市立天満中学校 |
| 西天満三丁目 | 全域 | 大阪市立西天満小学校 | 大阪市立天満中学校 |
| 西天満四丁目 | 全域 | 大阪市立西天満小学校 | 大阪市立天満中学校 |
| 西天満五丁目 | 全域 | 大阪市立西天満小学校 | 大阪市立天満中学校 |
| 西天満六丁目 | 全域 | 大阪市立西天満小学校 | 大阪市立天満中学校 |

## 事業所
2016年（平成28年）現在の経済センサス調査による事業所数と従業員数は以下の通りである。
| 丁目         | 事業所数    | 従業員数 |
| ------------ | ----------- | -------- |
| 西天満一丁目 | 214事業所   | 1,823人  |
| 西天満二丁目 | 341事業所   | 3,258人  |
| 西天満三丁目 | 691事業所   | 5,907人  |
| 西天満四丁目 | 819事業所   | 7,951人  |
| 西天満五丁目 | 559事業所   | 4,594人  |
| 西天満六丁目 | 353事業所   | 3,191人  |
| 計           | 2,977事業所 | 26,724人 |

## 施設

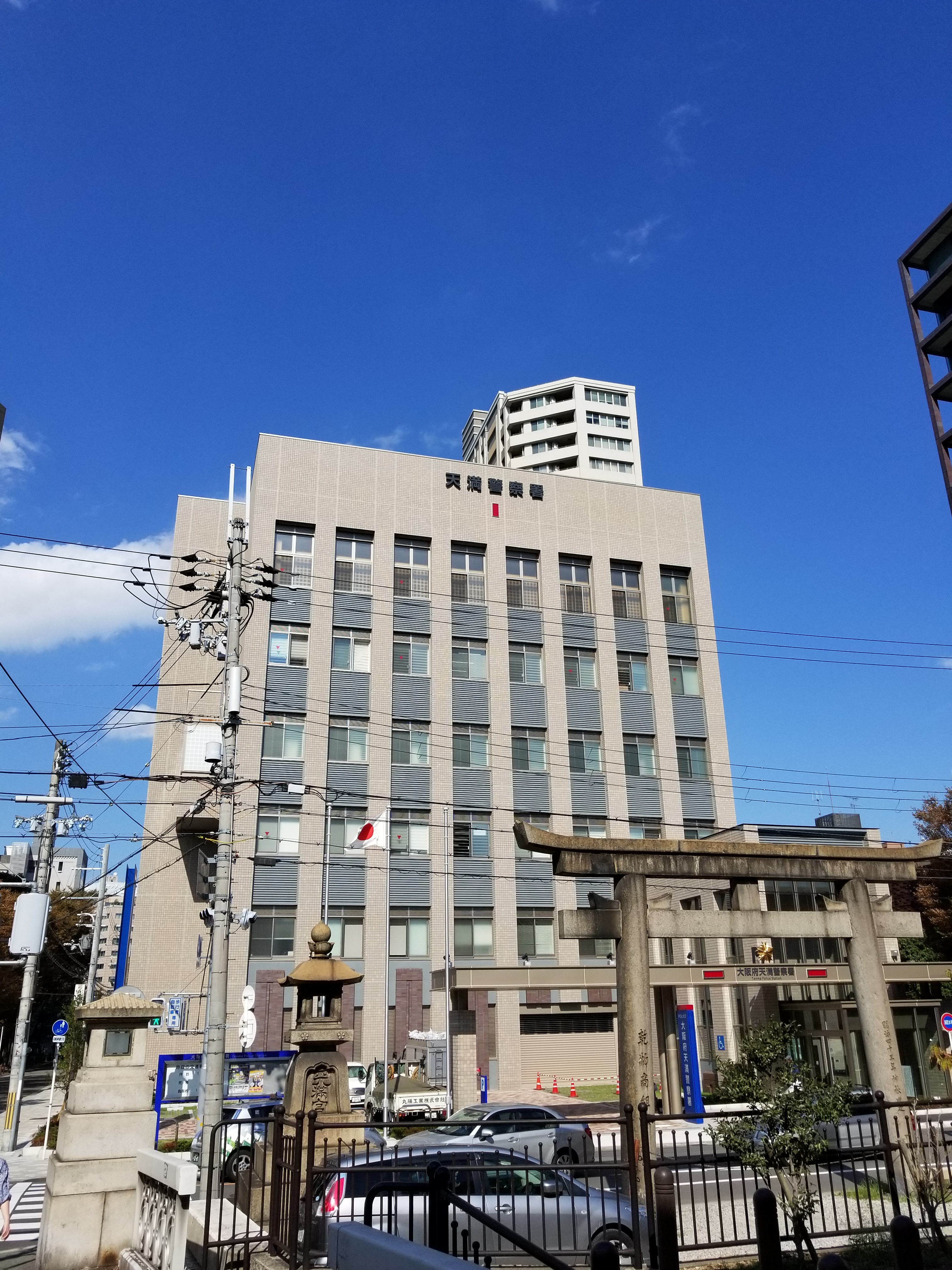
天満警察署

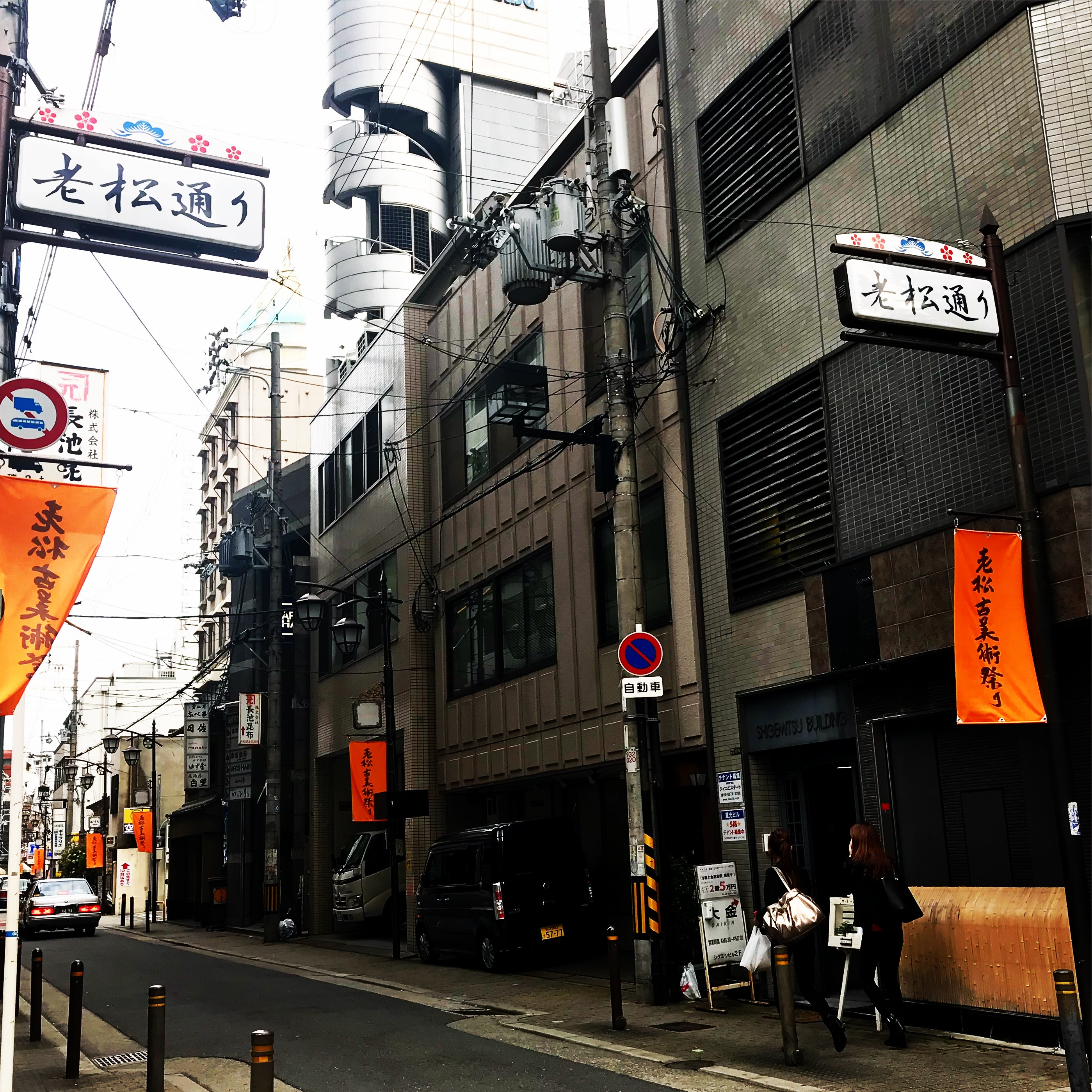
老松通り

### 公共施設
- 裁判所合同庁舎
  - 大阪高等裁判所
  - 大阪地方裁判所
  - 大阪簡易裁判所
- 大阪法務局 北分庁舎（北出張所）
- 大阪弁護士会館
- なにわ北府税務事務所
- 天満警察署
- 大阪市立西天満小学校
- アメリカ総領事館
- 西天満若松浜公園

### 社寺
- 堀川戎神社
- 善正寺
- 浄信寺

### 金融機関
- 大阪西天満郵便局
- みずほ銀行 梅田支店 西天満出張所
- 名古屋銀行 大阪支店
- 尼崎信用金庫 大阪支店
- NTT西日本 北営業所

### 企業・宿泊施設
- 読売新聞大阪本社
- 報知新聞社大阪本社
- 阪急交通社本社（阪急交通社大阪ビル）
- 粧美堂本社
- 堂島ビルヂング
- 大阪宇治電ビル
- 堂島関電ビル
- 梅新イーストホテル
- ホテル イルグランテ梅田[12]
- 東横イン 大阪梅田東

このほか、かつては西天満6丁目に関西テレビ放送の旧社屋が所在していた（1997年に扇町へ移転後、関連会社と貸しスタジオが残り「デジタルエイトビル」となっていたが、2011年に取り壊された）。

## 交通

### 鉄道
- 地内に駅はなく、東側はOsaka Metro谷町線「東梅田駅」（曽根崎に所在）およびJR東西線「北新地駅」（梅田に所在）、西側はOsaka Metro堺筋線・谷町線「南森町駅」（南森町に所在）及びJR東西線「大阪天満宮駅」（東天満に所在）が最寄り駅である。

### バス
大阪シティバスが走っている。御堂筋には8号系統（なんば行）、62号系統（住吉車庫前行）の大江橋停留所がある（一方通行のため南行のみ）。国道1号および西天満から北上する道路には36号系統（大阪駅 - 地下鉄門真南）の西天満停留所がある。2017年3月まで36号系統と一部並行する形で近鉄バスの路線もあった。

### 道路
高速道路
- 阪神高速1号環状線 北浜出口

国道
- 国道1号（曽根崎通）
- 国道25号（御堂筋）
- 国道423号（新御堂筋）
- 都市計画道路本庄西天満線

都市計画道路
- 本庄西天満線

## その他

### 日本郵便
- 〒530-0047[3]（集配局：大阪北郵便局[13]）

## 出身人物
- 内海巌（教育学者、広島大学名誉教授） - 樋之上町生まれ[14]。